# Lista över fornlämningar i Nynäshamns kommun (Sorunda)
Lista över fornlämningar i Nynäshamns kommun (Sorunda) är en förteckning av ett urval av de fornlämningar som finns i Sorunda i Nynäshamns kommun.
| Namn                                  | Lämningstyp                 | Tillkomsttid | Historisk indelning   | Plats     | Läge                 | ID-nr          | Bild                                      |
| ------------------------------------- | --------------------------- | ------------ | --------------------- | --------- | -------------------- | -------------- | ----------------------------------------- |
| Sorunda 1:1                           | Gravfält                    |              | Sorunda, Södermanland |           | 59.018063, 17.799851 | 10008900010001 | Ladda upp en bild av detta fornminne      |
| Sorunda 2:2                           | Hällristning                |              | Sorunda, Södermanland |           | 59.017584, 17.790260 | 10008900020002 | Ladda upp en bild av detta fornminne      |
| Sorunda 2:3                           | Hällristning                |              | Sorunda, Södermanland |           | 59.018144, 17.789846 | 10008900020003 | Ladda upp en bild av detta fornminne      |
| Sorunda 2:4                           | Hällristning                |              | Sorunda, Södermanland |           | 59.018119, 17.789936 | 10008900020004 | Ladda upp en bild av detta fornminne      |
| Sorunda 2:5                           | Hällristning                |              | Sorunda, Södermanland |           | 59.018117, 17.789858 | 10008900020005 | Ladda upp en bild av detta fornminne      |
| Sorunda 5:1                           | Gravfält                    |              | Sorunda, Södermanland |           | 59.013552, 17.799628 | 10008900050001 | Ladda upp en bild av detta fornminne      |
| Sorunda 8:1                           | Stensättning                |              | Sorunda, Södermanland |           | 59.015475, 17.791094 | 10008900080001 | Ladda upp en bild av detta fornminne      |
| Sorunda 10:1                          | Gravfält                    |              | Sorunda, Södermanland |           | 59.017291, 17.781340 | 10008900100001 | Ladda upp en bild av detta fornminne      |
| Sorunda 11:1                          | Stensättning                |              | Sorunda, Södermanland |           | 59.014879, 17.789033 | 10008900110001 | Ladda upp en bild av detta fornminne      |
| Sorunda 11:2                          | Stensättning                |              | Sorunda, Södermanland |           | 59.014841, 17.789223 | 10008900110002 | Ladda upp en bild av detta fornminne      |
| Sorunda 11:3                          | Stensättning                |              | Sorunda, Södermanland |           | 59.014938, 17.789453 | 10008900110003 | Ladda upp en bild av detta fornminne      |
| Sorunda 11:4                          | Stensättning                |              | Sorunda, Södermanland |           | 59.014846, 17.789606 | 10008900110004 | Ladda upp en bild av detta fornminne      |
| Sorunda 12:1                          | Stensättning                |              | Sorunda, Södermanland |           | 59.012934, 17.788900 | 10008900120001 | Ladda upp en bild av detta fornminne      |
| Sorunda 14:1                          | Gravfält                    |              | Sorunda, Södermanland |           | 59.020602, 17.800309 | 10008900140001 | Ladda upp en bild av detta fornminne      |
| Sorunda 16:1                          | Gravfält                    |              | Sorunda, Södermanland |           | 59.027783, 17.797813 | 10008900160001 | Ladda upp en bild av detta fornminne      |
| Sorunda 17:1                          | Hög                         |              | Sorunda, Södermanland |           | 59.027359, 17.796100 | 10008900170001 | Ladda upp en bild av detta fornminne      |
| Sorunda 17:2                          | Stensättning                |              | Sorunda, Södermanland |           | 59.027665, 17.795956 | 10008900170002 | Ladda upp en bild av detta fornminne      |
| Sorunda 19:1                          | Hög                         |              | Sorunda, Södermanland |           | 59.021476, 17.796688 | 10008900190001 | Ladda upp en bild av detta fornminne      |
| Sorunda 19:2                          | Stensättning                |              | Sorunda, Södermanland |           | 59.021373, 17.796795 | 10008900190002 | Ladda upp en bild av detta fornminne      |
| Sorunda 20:1                          | Stensättning                |              | Sorunda, Södermanland |           | 59.024629, 17.794732 | 10008900200001 | Ladda upp en bild av detta fornminne      |
| Sorunda 20:2                          | Stensättning                |              | Sorunda, Södermanland |           | 59.024494, 17.794813 | 10008900200002 | Ladda upp en bild av detta fornminne      |
| Sorunda 21:1                          | Stensättning                |              | Sorunda, Södermanland |           | 59.027208, 17.788679 | 10008900210001 | Ladda upp en bild av detta fornminne      |
| Sorunda 23:1                          | Gravfält                    |              | Sorunda, Södermanland |           | 59.020289, 17.786232 | 10008900230001 | Ladda upp en bild av detta fornminne      |
| Sorunda 24:1                          | Stensättning                |              | Sorunda, Södermanland |           | 59.022273, 17.787237 | 10008900240001 | Ladda upp en bild av detta fornminne      |
| Sorunda 25:1                          | Gravfält                    |              | Sorunda, Södermanland |           | 59.021651, 17.782194 | 10008900250001 | Ladda upp en bild av detta fornminne      |
| Sorunda 28:1                          | Gravfält                    |              | Sorunda, Södermanland |           | 59.026264, 17.775219 | 10008900280001 | Ladda upp en bild av detta fornminne      |
| Sorunda 30:1                          | Stensättning                |              | Sorunda, Södermanland |           | 59.027085, 17.782861 | 10008900300001 | Ladda upp en bild av detta fornminne      |
| Sorunda 31:1                          | Gravfält                    |              | Sorunda, Södermanland |           | 59.033495, 17.805170 | 10008900310001 | Ladda upp en bild av detta fornminne      |
| Sorunda 32:1                          | Gravfält                    |              | Sorunda, Södermanland |           | 59.032118, 17.801804 | 10008900320001 | Ladda upp en bild av detta fornminne      |
| Sorunda 33:1                          | Gravfält                    |              | Sorunda, Södermanland |           | 59.035227, 17.799713 | 10008900330001 | Ladda upp en bild av detta fornminne      |
| Sorunda 34:1                          | Gravfält                    |              | Sorunda, Södermanland |           | 59.034736, 17.798563 | 10008900340001 | Ladda upp en bild av detta fornminne      |
| Sorunda 35:1                          | Stensättning                |              | Sorunda, Södermanland |           | 59.035537, 17.798690 | 10008900350001 | Ladda upp en bild av detta fornminne      |
| Sorunda 36:1                          | Gravfält                    |              | Sorunda, Södermanland |           | 59.033925, 17.797055 | 10008900360001 | Ladda upp en bild av detta fornminne      |
| Sorunda 37:1                          | Hög                         |              | Sorunda, Södermanland |           | 59.033528, 17.797891 | 10008900370001 | Ladda upp en bild av detta fornminne      |
| Sorunda 40:1                          | Hög                         |              | Sorunda, Södermanland |           | 59.030180, 17.798029 | 10008900400001 | Ladda upp en bild av detta fornminne      |
| Sorunda 41:2                          | Stensättning                |              | Sorunda, Södermanland |           | 59.029848, 17.793298 | 10008900410002 | Ladda upp en bild av detta fornminne      |
| Sorunda 41:3                          | Stensättning                |              | Sorunda, Södermanland |           | 59.030249, 17.793506 | 10008900410003 | Ladda upp en bild av detta fornminne      |
| Sorunda 42:1                          | Hög                         |              | Sorunda, Södermanland |           | 59.030705, 17.789644 | 10008900420001 | Ladda upp en bild av detta fornminne      |
| 2) Fräcksta gamla tomt (Sorunda 44:1) | Gravfält                    |              | Sorunda, Södermanland |           | 59.028375, 17.781212 | 10008900440001 | Ladda upp en bild av detta fornminne      |
| Sorunda 45:1                          | Hög                         |              | Sorunda, Södermanland |           | 59.027585, 17.779836 | 10008900450001 | Ladda upp en bild av detta fornminne      |
| Sorunda 45:2                          | Stensättning                |              | Sorunda, Södermanland |           | 59.027463, 17.779535 | 10008900450002 | Ladda upp en bild av detta fornminne      |
| Sorunda 45:3                          | Stensättning                |              | Sorunda, Södermanland |           | 59.027335, 17.778955 | 10008900450003 | Ladda upp en bild av detta fornminne      |
| Sorunda 45:4                          | Hög                         |              | Sorunda, Södermanland |           | 59.027217, 17.779020 | 10008900450004 | Ladda upp en bild av detta fornminne      |
| Sorunda 46:1                          | Stensättning                |              | Sorunda, Södermanland |           | 59.023792, 17.747851 | 10008900460001 | Ladda upp en bild av detta fornminne      |
| Sorunda 48:1                          | Hög                         |              | Sorunda, Södermanland |           | 59.038305, 17.806972 | 10008900480001 | Ladda upp en bild av detta fornminne      |
| Sorunda 48:2                          | Hög                         |              | Sorunda, Södermanland |           | 59.037988, 17.807254 | 10008900480002 | Ladda upp en bild av detta fornminne      |
| Sorunda 48:3                          | Hög                         |              | Sorunda, Södermanland |           | 59.037727, 17.807348 | 10008900480003 | Ladda upp en bild av detta fornminne      |
| Sö 218 (Sorunda 49:1)                 | Runristning                 |              | Sorunda, Södermanland | Billsta   | 59.036341, 17.806941 | 10008900490001 | Ladda upp en till bild av detta fornminne |
| Sorunda 50:1                          | Gravfält                    |              | Sorunda, Södermanland |           | 59.042716, 17.807586 | 10008900500001 | Ladda upp en bild av detta fornminne      |
| Sorunda 51:1                          | Hög                         |              | Sorunda, Södermanland |           | 59.045840, 17.803843 | 10008900510001 | Ladda upp en bild av detta fornminne      |
| Sorunda 51:3                          | Hällristning                |              | Sorunda, Södermanland |           | 59.045733, 17.803639 | 10008900510003 | Ladda upp en bild av detta fornminne      |
| Sorunda 54:1                          | Gravfält                    |              | Sorunda, Södermanland |           | 59.040560, 17.798715 | 10008900540001 | Ladda upp en bild av detta fornminne      |
| Sorunda 55:1                          | Hög                         |              | Sorunda, Södermanland |           | 59.036395, 17.795766 | 10008900550001 | Ladda upp en bild av detta fornminne      |
| Sorunda 55:2                          | Stensättning                |              | Sorunda, Södermanland |           | 59.036486, 17.795666 | 10008900550002 | Ladda upp en bild av detta fornminne      |
| Sorunda 59:1                          | Stensättning                |              | Sorunda, Södermanland |           | 59.039196, 17.791619 | 10008900590001 | Ladda upp en bild av detta fornminne      |
| Sorunda 59:2                          | Stensättning                |              | Sorunda, Södermanland |           | 59.039166, 17.791896 | 10008900590002 | Ladda upp en bild av detta fornminne      |
| Sorunda 61:1                          | Gravfält                    |              | Sorunda, Södermanland |           | 59.046304, 17.788443 | 10008900610001 | Ladda upp en bild av detta fornminne      |
| Sorunda 64:1                          | Gravfält                    |              | Sorunda, Södermanland |           | 59.043615, 17.788738 | 10008900640001 | Ladda upp en bild av detta fornminne      |
| Sorunda 66:1                          | Grav- och boplatsområde     |              | Sorunda, Södermanland |           | 59.046433, 17.775473 | 10008900660001 | Ladda upp en bild av detta fornminne      |
| Sorunda 66:3                          | Hällristning                |              | Sorunda, Södermanland |           | 59.046204, 17.775785 | 10008900660003 | Ladda upp en bild av detta fornminne      |
| Sorunda 67:1                          | Fornborg                    |              | Sorunda, Södermanland |           | 59.045997, 17.782103 | 10008900670001 | Ladda upp en bild av detta fornminne      |
| Sorunda 68:1                          | Stensättning                |              | Sorunda, Södermanland |           | 59.050711, 17.803236 | 10008900680001 | Ladda upp en bild av detta fornminne      |
| Sorunda 69:1                          | Gravfält                    |              | Sorunda, Södermanland |           | 59.051179, 17.802041 | 10008900690001 | Ladda upp en bild av detta fornminne      |
| Sorunda 70:1                          | Hög                         |              | Sorunda, Södermanland |           | 59.050512, 17.799971 | 10008900700001 | Ladda upp en bild av detta fornminne      |
| Sorunda 70:2                          | Stensättning                |              | Sorunda, Södermanland |           | 59.050465, 17.800178 | 10008900700002 | Ladda upp en bild av detta fornminne      |
| Sorunda 71:1                          | Stensättning                |              | Sorunda, Södermanland |           | 59.049301, 17.788752 | 10008900710001 | Ladda upp en bild av detta fornminne      |
| Sorunda 72:1                          | Gravfält                    |              | Sorunda, Södermanland |           | 59.049326, 17.785360 | 10008900720001 | Ladda upp en bild av detta fornminne      |
| Sorunda 73:1                          | Stensättning                |              | Sorunda, Södermanland |           | 59.053050, 17.777548 | 10008900730001 | Ladda upp en bild av detta fornminne      |
| Sorunda 75:1                          | Gravfält                    |              | Sorunda, Södermanland |           | 59.054555, 17.771856 | 10008900750001 | Ladda upp en bild av detta fornminne      |
| Sorunda 79:1                          | Grav- och boplatsområde     |              | Sorunda, Södermanland |           | 59.049200, 17.769546 | 10008900790001 | Ladda upp en bild av detta fornminne      |
| Vårdberget (Sorunda 84:1)             | Röse                        |              | Sorunda, Södermanland |           | 59.041972, 17.750559 | 10008900840001 | Ladda upp en bild av detta fornminne      |
| Sorunda 85:1                          | Röse                        |              | Sorunda, Södermanland |           | 59.048482, 17.751591 | 10008900850001 | Ladda upp en bild av detta fornminne      |
| Sorunda 86:1                          | Stensättning                |              | Sorunda, Södermanland |           | 59.054698, 17.762206 | 10008900860001 | Ladda upp en bild av detta fornminne      |
| Sorunda 87:1                          | Stensättning                |              | Sorunda, Södermanland |           | 59.053156, 17.762565 | 10008900870001 | Ladda upp en bild av detta fornminne      |
| Sorunda 89:1                          | Stensättning                |              | Sorunda, Södermanland |           | 59.046255, 17.730264 | 10008900890001 | Ladda upp en bild av detta fornminne      |
| Sorunda 90:1                          | Gravfält                    |              | Sorunda, Södermanland |           | 59.047590, 17.730948 | 10008900900001 | Ladda upp en bild av detta fornminne      |
| Sorunda 91:1                          | Stensättning                |              | Sorunda, Södermanland |           | 59.047748, 17.723982 | 10008900910001 | Ladda upp en bild av detta fornminne      |
| Sorunda 92:1                          | Stensättning                |              | Sorunda, Södermanland |           | 59.017160, 17.782395 | 10008900920001 | Ladda upp en bild av detta fornminne      |
| Sorunda 95:1                          | Hällristning                |              | Sorunda, Södermanland |           | 59.052186, 17.779411 | 10008900950001 | Ladda upp en bild av detta fornminne      |
| Sorunda 95:2                          | Stensättning                |              | Sorunda, Södermanland |           | 59.052227, 17.779744 | 10008900950002 | Ladda upp en bild av detta fornminne      |
| Sorunda 95:3                          | Stensättning                |              | Sorunda, Södermanland |           | 59.052130, 17.779636 | 10008900950003 | Ladda upp en bild av detta fornminne      |
| Sorunda 95:4                          | Stensättning                |              | Sorunda, Södermanland |           | 59.052118, 17.779862 | 10008900950004 | Ladda upp en bild av detta fornminne      |
| Sorunda 96:1                          | Hällristning                |              | Sorunda, Södermanland |           | 59.049870, 17.783601 | 10008900960001 | Ladda upp en bild av detta fornminne      |
| Sorunda 98:1                          | Stensättning                |              | Sorunda, Södermanland |           | 59.053787, 17.791135 | 10008900980001 | Ladda upp en bild av detta fornminne      |
| Sorunda 100:1                         | Stensättning                |              | Sorunda, Södermanland |           | 59.055140, 17.797605 | 10008901000001 | Ladda upp en bild av detta fornminne      |
| Sorunda 100:2                         | Stensättning                |              | Sorunda, Södermanland |           | 59.055264, 17.797784 | 10008901000002 | Ladda upp en bild av detta fornminne      |
| Sorunda 100:3                         | Grav markerad av sten/block |              | Sorunda, Södermanland |           | 59.055260, 17.797933 | 10008901000003 | Ladda upp en bild av detta fornminne      |
| Sorunda 101:1                         | Hög                         |              | Sorunda, Södermanland |           | 59.010988, 17.808555 | 10008901010001 | Ladda upp en bild av detta fornminne      |
| Sorunda 101:2                         | Hög                         |              | Sorunda, Södermanland |           | 59.010783, 17.808460 | 10008901010002 | Ladda upp en bild av detta fornminne      |
| Sorunda 101:3                         | Hög                         |              | Sorunda, Södermanland |           | 59.010595, 17.808382 | 10008901010003 | Ladda upp en bild av detta fornminne      |
| Sorunda 102:1                         | Hög                         |              | Sorunda, Södermanland |           | 59.007850, 17.812575 | 10008901020001 | Ladda upp en bild av detta fornminne      |
| Sorunda 103:1                         | Stensättning                |              | Sorunda, Södermanland |           | 59.006655, 17.812771 | 10008901030001 | Ladda upp en bild av detta fornminne      |
| Sorunda 103:2                         | Hög                         |              | Sorunda, Södermanland |           | 59.007050, 17.812758 | 10008901030002 | Ladda upp en bild av detta fornminne      |
| Sorunda 104:1                         | Stensättning                |              | Sorunda, Södermanland |           | 59.011018, 17.819638 | 10008901040001 | Ladda upp en bild av detta fornminne      |
| Sorunda 104:2                         | Stensättning                |              | Sorunda, Södermanland |           | 59.010828, 17.820141 | 10008901040002 | Ladda upp en bild av detta fornminne      |
| Sorunda 105:1                         | Gravfält                    |              | Sorunda, Södermanland |           | 59.002710, 17.823458 | 10008901050001 | Ladda upp en bild av detta fornminne      |
| Sorunda 108:1                         | Gravfält                    |              | Sorunda, Södermanland |           | 59.004915, 17.827536 | 10008901080001 | Ladda upp en bild av detta fornminne      |
| Sorunda 109:1                         | Stensättning                |              | Sorunda, Södermanland |           | 59.004132, 17.826397 | 10008901090001 | Ladda upp en bild av detta fornminne      |
| Sorunda 111:1                         | Gravfält                    |              | Sorunda, Södermanland |           | 59.000188, 17.827547 | 10008901110001 | Ladda upp en bild av detta fornminne      |
| Sorunda 112:1                         | Hög                         |              | Sorunda, Södermanland |           | 59.001474, 17.828822 | 10008901120001 | Ladda upp en bild av detta fornminne      |
| Sorunda 117:1                         | Gravfält                    |              | Sorunda, Södermanland |           | 58.996439, 17.809340 | 10008901170001 | Ladda upp en bild av detta fornminne      |
| Sorunda 118:1                         | Gravfält                    |              | Sorunda, Södermanland |           | 58.998117, 17.809454 | 10008901180001 | Ladda upp en bild av detta fornminne      |
| Sorunda 121:1                         | Hög                         |              | Sorunda, Södermanland |           | 58.999275, 17.814928 | 10008901210001 | Ladda upp en bild av detta fornminne      |
| Sorunda 121:2                         | Hög                         |              | Sorunda, Södermanland |           | 58.998976, 17.815176 | 10008901210002 | Ladda upp en bild av detta fornminne      |
| Sorunda 121:3                         | Hög                         |              | Sorunda, Södermanland |           | 58.998533, 17.815435 | 10008901210003 | Ladda upp en bild av detta fornminne      |
| Sorunda 121:4                         | Hög                         |              | Sorunda, Södermanland |           | 58.998279, 17.815686 | 10008901210004 | Ladda upp en bild av detta fornminne      |
| Sorunda 121:5                         | Gravfält                    |              | Sorunda, Södermanland |           | 58.997673, 17.816375 | 10008901210005 | Ladda upp en bild av detta fornminne      |
| Sorunda 122:1                         | Gravfält                    |              | Sorunda, Södermanland |           | 58.996359, 17.818349 | 10008901220001 | Ladda upp en bild av detta fornminne      |
| Sorunda 123:1                         | Stensättning                |              | Sorunda, Södermanland |           | 58.995514, 17.819638 | 10008901230001 | Ladda upp en bild av detta fornminne      |
| Sorunda 123:2                         | Stensättning                |              | Sorunda, Södermanland |           | 58.995368, 17.819771 | 10008901230002 | Ladda upp en bild av detta fornminne      |
| Sorunda 123:3                         | Hög                         |              | Sorunda, Södermanland |           | 58.995033, 17.820035 | 10008901230003 | Ladda upp en bild av detta fornminne      |
| Sorunda 123:4                         | Stensättning                |              | Sorunda, Södermanland |           | 58.994936, 17.819944 | 10008901230004 | Ladda upp en bild av detta fornminne      |
| Sorunda 127:1                         | Gravfält                    |              | Sorunda, Södermanland |           | 58.992104, 17.815296 | 10008901270001 | Ladda upp en bild av detta fornminne      |
| Sorunda 131:1                         | Stensättning                |              | Sorunda, Södermanland |           | 58.988907, 17.818936 | 10008901310001 | Ladda upp en bild av detta fornminne      |
| Sorunda 131:2                         | Stensättning                |              | Sorunda, Södermanland |           | 58.988782, 17.818913 | 10008901310002 | Ladda upp en bild av detta fornminne      |
| Sorunda 131:3                         | Stensättning                |              | Sorunda, Södermanland |           | 58.988647, 17.818960 | 10008901310003 | Ladda upp en bild av detta fornminne      |
| Sorunda 131:4                         | Stensättning                |              | Sorunda, Södermanland |           | 58.988431, 17.819020 | 10008901310004 | Ladda upp en bild av detta fornminne      |
| Sorunda 132:1                         | Stensättning                |              | Sorunda, Södermanland |           | 59.010360, 17.828720 | 10008901320001 | Ladda upp en bild av detta fornminne      |
| Sorunda 135:1                         | Gravfält                    |              | Sorunda, Södermanland |           | 58.990297, 17.828276 | 10008901350001 | Ladda upp en till bild av detta fornminne |
| Sorunda 136:1                         | Gravfält                    |              | Sorunda, Södermanland |           | 58.988968, 17.832352 | 10008901360001 | Ladda upp en bild av detta fornminne      |
| Sorunda 137:1                         | Gravfält                    |              | Sorunda, Södermanland |           | 58.988628, 17.846831 | 10008901370001 | Ladda upp en bild av detta fornminne      |
| Sorunda 140:1                         | Gravfält                    |              | Sorunda, Södermanland |           | 59.005452, 17.848354 | 10008901400001 | Ladda upp en bild av detta fornminne      |
| Sorunda 144:1                         | Gravfält                    |              | Sorunda, Södermanland |           | 59.002353, 17.849605 | 10008901440001 | Ladda upp en bild av detta fornminne      |
| Sorunda 151:1                         | Gravfält                    |              | Sorunda, Södermanland |           | 58.984781, 17.855061 | 10008901510001 | Ladda upp en bild av detta fornminne      |
| Sorunda 152:1                         | Hög                         |              | Sorunda, Södermanland |           | 58.982292, 17.857315 | 10008901520001 | Ladda upp en bild av detta fornminne      |
| Sorunda 152:2                         | Stensättning                |              | Sorunda, Södermanland |           | 58.982090, 17.857654 | 10008901520002 | Ladda upp en bild av detta fornminne      |
| Sorunda 152:3                         | Hög                         |              | Sorunda, Södermanland |           | 58.981975, 17.857579 | 10008901520003 | Ladda upp en bild av detta fornminne      |
| Sorunda 152:4                         | Hög                         |              | Sorunda, Södermanland |           | 58.982086, 17.857254 | 10008901520004 | Ladda upp en bild av detta fornminne      |
| Sorunda 154:1                         | Gravfält                    |              | Sorunda, Södermanland |           | 58.982414, 17.858562 | 10008901540001 | Ladda upp en bild av detta fornminne      |
| Sorunda 155:1                         | Hög                         |              | Sorunda, Södermanland |           | 58.976948, 17.860609 | 10008901550001 | Ladda upp en bild av detta fornminne      |
| Sorunda 155:2                         | Stensättning                |              | Sorunda, Södermanland |           | 58.976796, 17.860620 | 10008901550002 | Ladda upp en bild av detta fornminne      |
| Sorunda 155:3                         | Stensättning                |              | Sorunda, Södermanland |           | 58.976879, 17.860397 | 10008901550003 | Ladda upp en bild av detta fornminne      |
| Sorunda 156:1                         | Hög                         |              | Sorunda, Södermanland |           | 58.980091, 17.859026 | 10008901560001 | Ladda upp en bild av detta fornminne      |
| Sorunda 157:1                         | Stensättning                |              | Sorunda, Södermanland |           | 58.980148, 17.851133 | 10008901570001 | Ladda upp en bild av detta fornminne      |
| Sorunda 158:1                         | Gravfält                    |              | Sorunda, Södermanland |           | 58.981063, 17.851722 | 10008901580001 | Ladda upp en bild av detta fornminne      |
| Sorunda 160:1                         | Gravfält                    |              | Sorunda, Södermanland |           | 58.982195, 17.847340 | 10008901600001 | Ladda upp en till bild av detta fornminne |
| Sorunda 161:1                         | Gravfält                    |              | Sorunda, Södermanland |           | 58.980560, 17.839604 | 10008901610001 | Ladda upp en bild av detta fornminne      |
| Sorunda 162:1                         | Stenkrets                   |              | Sorunda, Södermanland |           | 58.979882, 17.840200 | 10008901620001 | Ladda upp en bild av detta fornminne      |
| Sorunda 162:2                         | Grav markerad av sten/block |              | Sorunda, Södermanland |           | 58.979938, 17.840230 | 10008901620002 | Ladda upp en bild av detta fornminne      |
| Sorunda 163:1                         | Gravfält                    |              | Sorunda, Södermanland |           | 58.981278, 17.835568 | 10008901630001 | Ladda upp en bild av detta fornminne      |
| Sorunda 164:1                         | Gravfält                    |              | Sorunda, Södermanland |           | 58.982198, 17.837330 | 10008901640001 | Ladda upp en bild av detta fornminne      |
| Sö 219 (Sorunda 166:1)                | Runristning                 |              | Sorunda, Södermanland | Blista    | 58.986635, 17.843708 | 10008901660001 | Ladda upp en bild av detta fornminne      |
| Sö 220 (Sorunda 166:2)                | Runristning                 |              | Sorunda, Södermanland | Blista    | 58.986628, 17.843697 | 10008901660002 | Ladda upp en bild av detta fornminne      |
| Sö 221 (Sorunda 166:3)                | Runristning                 |              | Sorunda, Södermanland | Blista    | 58.986633, 17.843708 | 10008901660003 | Ladda upp en bild av detta fornminne      |
| Sö 217 (Sorunda 168:1)                | Runristning                 |              | Sorunda, Södermanland | Berga     | 58.986597, 17.821585 | 10008901680001 | Ladda upp en till bild av detta fornminne |
| Sorunda 169:1                         | Gravfält                    |              | Sorunda, Södermanland |           | 58.986750, 17.820398 | 10008901690001 | Ladda upp en bild av detta fornminne      |
| Sorunda 170:1                         | Hög                         |              | Sorunda, Södermanland |           | 58.986894, 17.809039 | 10008901700001 | Ladda upp en bild av detta fornminne      |
| Sorunda 170:2                         | Stensättning                |              | Sorunda, Södermanland |           | 58.987084, 17.808925 | 10008901700002 | Ladda upp en bild av detta fornminne      |
| Sorunda 175:1                         | Hög                         |              | Sorunda, Södermanland |           | 58.981553, 17.833907 | 10008901750001 | Ladda upp en bild av detta fornminne      |
| Sorunda 175:2                         | Hög                         |              | Sorunda, Södermanland |           | 58.981592, 17.833700 | 10008901750002 | Ladda upp en bild av detta fornminne      |
| Sorunda 175:3                         | Hög                         |              | Sorunda, Södermanland |           | 58.981457, 17.833712 | 10008901750003 | Ladda upp en bild av detta fornminne      |
| Sorunda 176:1                         | Hög                         |              | Sorunda, Södermanland |           | 58.981500, 17.833088 | 10008901760001 | Ladda upp en bild av detta fornminne      |
| Sorunda 177:1                         | Hög                         |              | Sorunda, Södermanland |           | 58.981847, 17.832546 | 10008901770001 | Ladda upp en bild av detta fornminne      |
| Storborgsberget (Sorunda 186:1)       | Fornborg                    |              | Sorunda, Södermanland |           | 58.956538, 17.829820 | 10008901860001 | Ladda upp en bild av detta fornminne      |
| Sorunda 187:1                         | Fornborg                    |              | Sorunda, Södermanland |           | 58.960334, 17.833008 | 10008901870001 | Ladda upp en bild av detta fornminne      |
| Sorunda 190:1                         | Fornborg                    |              | Sorunda, Södermanland |           | 58.952530, 17.804192 | 10008901900001 | Ladda upp en bild av detta fornminne      |
| Sorunda 194:1                         | Gravfält                    |              | Sorunda, Södermanland |           | 58.986181, 17.842537 | 10008901940001 | Ladda upp en bild av detta fornminne      |
| Sorunda 196:1                         | Fornborg                    |              | Sorunda, Södermanland |           | 58.963718, 17.814207 | 10008901960001 | Ladda upp en bild av detta fornminne      |
| Sorunda 203:1                         | Gravfält                    |              | Sorunda, Södermanland |           | 59.007242, 17.803723 | 10008902030001 | Ladda upp en bild av detta fornminne      |
| Sorunda 204:1                         | Gravfält                    |              | Sorunda, Södermanland |           | 59.008774, 17.791880 | 10008902040001 | Ladda upp en bild av detta fornminne      |
| Sorunda 205:1                         | Gravfält                    |              | Sorunda, Södermanland |           | 59.009170, 17.790303 | 10008902050001 | Ladda upp en bild av detta fornminne      |
| Sorunda 207:1                         | Stensättning                |              | Sorunda, Södermanland |           | 59.010314, 17.790016 | 10008902070001 | Ladda upp en bild av detta fornminne      |
| Sorunda 208:1                         | Röse                        |              | Sorunda, Södermanland |           | 59.009477, 17.787017 | 10008902080001 | Ladda upp en bild av detta fornminne      |
| Sorunda 209:1                         | Gravfält                    |              | Sorunda, Södermanland |           | 59.008536, 17.784462 | 10008902090001 | Ladda upp en bild av detta fornminne      |
| Sorunda 210:1                         | Gravfält                    |              | Sorunda, Södermanland |           | 59.008612, 17.786624 | 10008902100001 | Ladda upp en bild av detta fornminne      |
| Sorunda 212:1                         | Stensättning                |              | Sorunda, Södermanland |           | 59.007868, 17.782796 | 10008902120001 | Ladda upp en bild av detta fornminne      |
| Sorunda 212:2                         | Gravfält                    |              | Sorunda, Södermanland |           | 59.007791, 17.783757 | 10008902120002 | Ladda upp en bild av detta fornminne      |
| Sorunda 212:3                         | Stensättning                |              | Sorunda, Södermanland |           | 59.007470, 17.782773 | 10008902120003 | Ladda upp en bild av detta fornminne      |
| Sorunda 213:1                         | Hög                         |              | Sorunda, Södermanland |           | 59.006707, 17.785771 | 10008902130001 | Ladda upp en bild av detta fornminne      |
| Sorunda 215:1                         | Stensättning                |              | Sorunda, Södermanland |           | 59.006941, 17.787661 | 10008902150001 | Ladda upp en bild av detta fornminne      |
| Sorunda 216:1                         | Stensättning                |              | Sorunda, Södermanland |           | 59.008169, 17.789419 | 10008902160001 | Ladda upp en bild av detta fornminne      |
| Sorunda 216:2                         | Hällristning                |              | Sorunda, Södermanland |           | 59.008108, 17.789238 | 10008902160002 | Ladda upp en bild av detta fornminne      |
| Sorunda 219:1                         | Hög                         |              | Sorunda, Södermanland |           | 59.001967, 17.785868 | 10008902190001 | Ladda upp en bild av detta fornminne      |
| Sorunda 225:1                         | Stensättning                |              | Sorunda, Södermanland |           | 59.000307, 17.790732 | 10008902250001 | Ladda upp en bild av detta fornminne      |
| Sorunda 226:1                         | Hög                         |              | Sorunda, Södermanland |           | 59.004368, 17.802038 | 10008902260001 | Ladda upp en bild av detta fornminne      |
| Sorunda 226:2                         | Stensättning                |              | Sorunda, Södermanland |           | 59.004715, 17.801710 | 10008902260002 | Ladda upp en bild av detta fornminne      |
| Sorunda 226:3                         | Stensättning                |              | Sorunda, Södermanland |           | 59.004641, 17.801696 | 10008902260003 | Ladda upp en bild av detta fornminne      |
| Sorunda 227:1                         | Hög                         |              | Sorunda, Södermanland |           | 59.005625, 17.800755 | 10008902270001 | Ladda upp en bild av detta fornminne      |
| Sorunda 229:1                         | Stensättning                |              | Sorunda, Södermanland |           | 59.006605, 17.780807 | 10008902290001 | Ladda upp en bild av detta fornminne      |
| Sorunda 230:1                         | Stensättning                |              | Sorunda, Södermanland |           | 59.003778, 17.778724 | 10008902300001 | Ladda upp en bild av detta fornminne      |
| Sorunda 232:1                         | Stensättning                |              | Sorunda, Södermanland |           | 58.994154, 17.767767 | 10008902320001 | Ladda upp en bild av detta fornminne      |
| Sorunda 235:1                         | Hög                         |              | Sorunda, Södermanland |           | 58.992520, 17.780403 | 10008902350001 | Ladda upp en bild av detta fornminne      |
| Sorunda 236:1                         | Röse                        |              | Sorunda, Södermanland |           | 58.993327, 17.781113 | 10008902360001 | Ladda upp en bild av detta fornminne      |
| Sorunda 236:2                         | Hällristning                |              | Sorunda, Södermanland |           | 58.993415, 17.780591 | 10008902360002 | Ladda upp en bild av detta fornminne      |
| Sorunda 236:3                         | Hällristning                |              | Sorunda, Södermanland |           | 58.993210, 17.780512 | 10008902360003 | Ladda upp en bild av detta fornminne      |
| Sorunda 236:4                         | Hällristning                |              | Sorunda, Södermanland |           | 58.993077, 17.780506 | 10008902360004 | Ladda upp en bild av detta fornminne      |
| Sorunda 236:5                         | Hällristning                |              | Sorunda, Södermanland |           | 58.992949, 17.780470 | 10008902360005 | Ladda upp en bild av detta fornminne      |
| Sorunda 238:1                         | Stensättning                |              | Sorunda, Södermanland |           | 58.993544, 17.778671 | 10008902380001 | Ladda upp en bild av detta fornminne      |
| Sorunda 239:1                         | Stensättning                |              | Sorunda, Södermanland |           | 58.991902, 17.777956 | 10008902390001 | Ladda upp en bild av detta fornminne      |
| Sorunda 243:1                         | Stensättning                |              | Sorunda, Södermanland |           | 58.992114, 17.773368 | 10008902430001 | Ladda upp en bild av detta fornminne      |
| Sorunda 244:1                         | Stensättning                |              | Sorunda, Södermanland |           | 58.991086, 17.773841 | 10008902440001 | Ladda upp en bild av detta fornminne      |
| Sorunda 245:1                         | Stensättning                |              | Sorunda, Södermanland |           | 58.990249, 17.763759 | 10008902450001 | Ladda upp en bild av detta fornminne      |
| Sorunda 246:1                         | Stensättning                |              | Sorunda, Södermanland |           | 58.990914, 17.763731 | 10008902460001 | Ladda upp en bild av detta fornminne      |
| Sorunda 247:1                         | Stensättning                |              | Sorunda, Södermanland |           | 58.999662, 17.802631 | 10008902470001 | Ladda upp en bild av detta fornminne      |
| Sorunda 247:2                         | Grav markerad av sten/block |              | Sorunda, Södermanland |           | 58.999752, 17.802615 | 10008902470002 | Ladda upp en bild av detta fornminne      |
| Sorunda 247:3                         | Grav markerad av sten/block |              | Sorunda, Södermanland |           | 58.999816, 17.802621 | 10008902470003 | Ladda upp en bild av detta fornminne      |
| Sorunda 248:1                         | Stensättning                |              | Sorunda, Södermanland |           | 58.991918, 17.794260 | 10008902480001 | Ladda upp en bild av detta fornminne      |
| Sorunda 248:2                         | Stensättning                |              | Sorunda, Södermanland |           | 58.991906, 17.794086 | 10008902480002 | Ladda upp en bild av detta fornminne      |
| Sorunda 248:3                         | Hög                         |              | Sorunda, Södermanland |           | 58.991815, 17.793907 | 10008902480003 | Ladda upp en bild av detta fornminne      |
| Sorunda 250:1                         | Stensättning                |              | Sorunda, Södermanland |           | 58.992395, 17.791959 | 10008902500001 | Ladda upp en bild av detta fornminne      |
| Sorunda 251:1                         | Stensättning                |              | Sorunda, Södermanland |           | 58.993181, 17.793531 | 10008902510001 | Ladda upp en bild av detta fornminne      |
| Sö 227 (Sorunda 253:1)                | Runristning                 |              | Sorunda, Södermanland | Sundby    | 58.988725, 17.791025 | 10008902530001 | Ladda upp en till bild av detta fornminne |
| Sorunda 254:1                         | Gravfält                    |              | Sorunda, Södermanland |           | 58.987558, 17.789715 | 10008902540001 | Ladda upp en bild av detta fornminne      |
| Sorunda 254:2                         | Hällristning                |              | Sorunda, Södermanland |           | 58.987488, 17.788152 | 10008902540002 | Ladda upp en bild av detta fornminne      |
| Sorunda 255:1                         | Gravfält                    |              | Sorunda, Södermanland |           | 58.986740, 17.787380 | 10008902550001 | Ladda upp en bild av detta fornminne      |
| Sorunda 255:2                         | Hällristning                |              | Sorunda, Södermanland |           | 58.987222, 17.787160 | 10008902550002 | Ladda upp en bild av detta fornminne      |
| Sorunda 258:1                         | Stensättning                |              | Sorunda, Södermanland |           | 58.986077, 17.789114 | 10008902580001 | Ladda upp en bild av detta fornminne      |
| Sorunda 259:1                         | Stensättning                |              | Sorunda, Södermanland |           | 58.984357, 17.787351 | 10008902590001 | Ladda upp en bild av detta fornminne      |
| Sorunda 259:2                         | Stensättning                |              | Sorunda, Södermanland |           | 58.984223, 17.787362 | 10008902590002 | Ladda upp en bild av detta fornminne      |
| Sorunda 262:1                         | Gravfält                    |              | Sorunda, Södermanland |           | 58.983589, 17.783775 | 10008902620001 | Ladda upp en bild av detta fornminne      |
| Sorunda 263:1                         | Gravfält                    |              | Sorunda, Södermanland |           | 58.982292, 17.782290 | 10008902630001 | Ladda upp en bild av detta fornminne      |
| Sorunda 266:1                         | Gravfält                    |              | Sorunda, Södermanland |           | 58.987807, 17.802619 | 10008902660001 | Ladda upp en bild av detta fornminne      |
| Sorunda 267:1                         | Stensättning                |              | Sorunda, Södermanland |           | 58.986695, 17.794037 | 10008902670001 | Ladda upp en bild av detta fornminne      |
| Sorunda 268:1                         | Gravfält                    |              | Sorunda, Södermanland |           | 58.986232, 17.786715 | 10008902680001 | Ladda upp en bild av detta fornminne      |
| Sorunda 269:1                         | Hög                         |              | Sorunda, Södermanland |           | 58.990014, 17.780339 | 10008902690001 | Ladda upp en bild av detta fornminne      |
| Sorunda 270:1                         | Hög                         |              | Sorunda, Södermanland |           | 58.990554, 17.780121 | 10008902700001 | Ladda upp en bild av detta fornminne      |
| Sorunda 272:1                         | Stensättning                |              | Sorunda, Södermanland |           | 58.988618, 17.779862 | 10008902720001 | Ladda upp en bild av detta fornminne      |
| Sorunda 274:1                         | Hällristning                |              | Sorunda, Södermanland |           | 58.988949, 17.771026 | 10008902740001 | Ladda upp en bild av detta fornminne      |
| Sorunda 276:1                         | Stensättning                |              | Sorunda, Södermanland |           | 58.986301, 17.763552 | 10008902760001 | Ladda upp en bild av detta fornminne      |
| Sorunda 277:1                         | Gravfält                    |              | Sorunda, Södermanland |           | 58.988821, 17.763472 | 10008902770001 | Ladda upp en bild av detta fornminne      |
| Sorunda 280:1                         | Stensättning                |              | Sorunda, Södermanland |           | 58.991957, 17.760288 | 10008902800001 | Ladda upp en bild av detta fornminne      |
| Sorunda 281:1                         | Stensättning                |              | Sorunda, Södermanland |           | 58.992508, 17.758380 | 10008902810001 | Ladda upp en bild av detta fornminne      |
| Sorunda 282:1                         | Stensättning                |              | Sorunda, Södermanland |           | 59.003446, 17.765037 | 10008902820001 | Ladda upp en bild av detta fornminne      |
| Sorunda 283:1                         | Stensättning                |              | Sorunda, Södermanland |           | 59.006007, 17.763839 | 10008902830001 | Ladda upp en bild av detta fornminne      |
| Sorunda 284:1                         | Röse                        |              | Sorunda, Södermanland |           | 59.008460, 17.754914 | 10008902840001 | Ladda upp en bild av detta fornminne      |
| Sorunda 285:1                         | Gravfält                    |              | Sorunda, Södermanland |           | 58.981003, 17.761277 | 10008902850001 | Ladda upp en bild av detta fornminne      |
| Ryssugnen (Sorunda 288:1)             | Stensättning                |              | Sorunda, Södermanland |           | 58.987888, 17.752410 | 10008902880001 | Ladda upp en bild av detta fornminne      |
| Sorunda 290:1                         | Stensättning                |              | Sorunda, Södermanland |           | 58.985004, 17.750620 | 10008902900001 | Ladda upp en bild av detta fornminne      |
| Sorunda 291:1                         | Stensättning                |              | Sorunda, Södermanland |           | 58.983179, 17.747337 | 10008902910001 | Ladda upp en bild av detta fornminne      |
| Sorunda 292:1                         | Röse                        |              | Sorunda, Södermanland |           | 58.985081, 17.747730 | 10008902920001 | Ladda upp en bild av detta fornminne      |
| Sorunda 293:1                         | Stensättning                |              | Sorunda, Södermanland |           | 58.976990, 17.762108 | 10008902930001 | Ladda upp en bild av detta fornminne      |
| Sorunda 295:2                         | Stensättning                |              | Sorunda, Södermanland |           | 58.981796, 17.771473 | 10008902950002 | Ladda upp en bild av detta fornminne      |
| Sorunda 298:1                         | Stensättning                |              | Sorunda, Södermanland |           | 58.983234, 17.785635 | 10008902980001 | Ladda upp en bild av detta fornminne      |
| Sorunda 300:1                         | Stensättning                |              | Sorunda, Södermanland |           | 58.988202, 17.790562 | 10008903000001 | Ladda upp en bild av detta fornminne      |
| Sorunda 300:2                         | Stensättning                |              | Sorunda, Södermanland |           | 58.988140, 17.790353 | 10008903000002 | Ladda upp en bild av detta fornminne      |
| Sorunda 301:1                         | Gravfält                    |              | Sorunda, Södermanland |           | 59.012015, 17.818758 | 10008903010001 | Ladda upp en bild av detta fornminne      |
| Sö 229 (Sorunda 302:1)                | Runristning                 |              | Sorunda, Södermanland | Torp      | 59.015882, 17.820482 | 10008903020001 | Ladda upp en till bild av detta fornminne |
| Sö 230 (Sorunda 303:1)                | Runristning                 |              | Sorunda, Södermanland | Torp      | 59.015646, 17.819906 | 10008903030001 | Ladda upp en bild av detta fornminne      |
| Sorunda 305:1                         | Gravfält                    |              | Sorunda, Södermanland |           | 59.016922, 17.821136 | 10008903050001 | Ladda upp en bild av detta fornminne      |
| Sorunda 311:1                         | Grav markerad av sten/block |              | Sorunda, Södermanland |           | 59.018541, 17.821714 | 10008903110001 | Ladda upp en bild av detta fornminne      |
| Sorunda 313:1                         | Gravfält                    |              | Sorunda, Södermanland |           | 59.031654, 17.828775 | 10008903130001 | Ladda upp en bild av detta fornminne      |
| Sorunda 314:1                         | Gravfält                    |              | Sorunda, Södermanland |           | 59.018663, 17.822644 | 10008903140001 | Ladda upp en bild av detta fornminne      |
| Sorunda 319:1                         | Fornborg                    |              | Sorunda, Södermanland |           | 59.017871, 17.863414 | 10008903190001 | Ladda upp en bild av detta fornminne      |
| Sorunda 325:1                         | Hög                         |              | Sorunda, Södermanland |           | 59.035352, 17.887439 | 10008903250001 | Ladda upp en bild av detta fornminne      |
| Sorunda 326:1                         | Stensättning                |              | Sorunda, Södermanland |           | 59.036102, 17.886745 | 10008903260001 | Ladda upp en bild av detta fornminne      |
| Sorunda 326:2                         | Stensättning                |              | Sorunda, Södermanland |           | 59.035917, 17.887299 | 10008903260002 | Ladda upp en bild av detta fornminne      |
| Sorunda 329:1                         | Gravfält                    |              | Sorunda, Södermanland |           | 59.042197, 17.879633 | 10008903290001 | Ladda upp en bild av detta fornminne      |
| Sorunda 330:1                         | Stensättning                |              | Sorunda, Södermanland |           | 59.039858, 17.881726 | 10008903300001 | Ladda upp en bild av detta fornminne      |
| Sorunda 330:2                         | Stensättning                |              | Sorunda, Södermanland |           | 59.039894, 17.881978 | 10008903300002 | Ladda upp en bild av detta fornminne      |
| Sorunda 330:3                         | Stensättning                |              | Sorunda, Södermanland |           | 59.039662, 17.881845 | 10008903300003 | Ladda upp en bild av detta fornminne      |
| Sorunda 330:4                         | Stensättning                |              | Sorunda, Södermanland |           | 59.039837, 17.881501 | 10008903300004 | Ladda upp en bild av detta fornminne      |
| Sö 232 (Sorunda 334:1)                | Runristning                 |              | Sorunda, Södermanland | Trollsta  | 59.045589, 17.890957 | 10008903340001 | Ladda upp en till bild av detta fornminne |
| Sö 233 (Sorunda 334:2)                | Runristning                 |              | Sorunda, Södermanland | Trollsta  | 59.045538, 17.890989 | 10008903340002 | Ladda upp en till bild av detta fornminne |
| Sö 234 (Sorunda 334:3)                | Runristning                 |              | Sorunda, Södermanland | Trollsta  | 59.045484, 17.891014 | 10008903340003 | Ladda upp en till bild av detta fornminne |
| Sorunda 335:1                         | Gravfält                    |              | Sorunda, Södermanland |           | 59.050359, 17.893241 | 10008903350001 | Ladda upp en bild av detta fornminne      |
| Sö 231 (Sorunda 336:1)                | Runristning                 |              | Sorunda, Södermanland | Trollsta  | 59.044327, 17.892069 | 10008903360001 | Ladda upp en till bild av detta fornminne |
| Sö 224 (Sorunda 337:1)                | Runristning                 |              | Sorunda, Södermanland | Grödby    | 59.050647, 17.885129 | 10008903370001 | Ladda upp en till bild av detta fornminne |
| Sö 225 (Sorunda 337:2)                | Runristning                 |              | Sorunda, Södermanland | Grödby    | 59.050605, 17.885123 | 10008903370002 | Ladda upp en till bild av detta fornminne |
| Sorunda 338:1                         | Gravfält                    |              | Sorunda, Södermanland |           | 59.051321, 17.886577 | 10008903380001 | Ladda upp en bild av detta fornminne      |
| Sorunda 340:1                         | Hög                         |              | Sorunda, Södermanland |           | 59.047110, 17.883597 | 10008903400001 | Ladda upp en bild av detta fornminne      |
| Sorunda 341:1                         | Stensättning                |              | Sorunda, Södermanland |           | 59.048460, 17.873632 | 10008903410001 | Ladda upp en bild av detta fornminne      |
| Sorunda 346:1                         | Gravfält                    |              | Sorunda, Södermanland |           | 59.051331, 17.860873 | 10008903460001 | Ladda upp en bild av detta fornminne      |
| Sorunda 352:1                         | Gravfält                    |              | Sorunda, Södermanland |           | 59.046069, 17.842146 | 10008903520001 | Ladda upp en bild av detta fornminne      |
| Sorunda 354:1                         | Gravfält                    |              | Sorunda, Södermanland |           | 59.034677, 17.824994 | 10008903540001 | Ladda upp en bild av detta fornminne      |
| Sorunda 355:1                         | Gravfält                    |              | Sorunda, Södermanland |           | 59.040810, 17.811472 | 10008903550001 | Ladda upp en bild av detta fornminne      |
| Sorunda 357:1                         | Stensättning                |              | Sorunda, Södermanland |           | 59.041373, 17.813349 | 10008903570001 | Ladda upp en bild av detta fornminne      |
| Sorunda 358:1                         | Gravfält                    |              | Sorunda, Södermanland |           | 59.046026, 17.809318 | 10008903580001 | Ladda upp en bild av detta fornminne      |
| Sorunda 359:1                         | Röse                        |              | Sorunda, Södermanland |           | 59.046799, 17.812760 | 10008903590001 | Ladda upp en bild av detta fornminne      |
| Sorunda 360:1                         | Gravfält                    |              | Sorunda, Södermanland |           | 59.047631, 17.808777 | 10008903600001 | Ladda upp en bild av detta fornminne      |
| Sorunda 361:1                         | Hög                         |              | Sorunda, Södermanland |           | 59.035424, 17.823951 | 10008903610001 | Ladda upp en bild av detta fornminne      |
| Sorunda 361:2                         | Hög                         |              | Sorunda, Södermanland |           | 59.035522, 17.824008 | 10008903610002 | Ladda upp en bild av detta fornminne      |
| Sorunda 361:3                         | Hög                         |              | Sorunda, Södermanland |           | 59.035501, 17.824216 | 10008903610003 | Ladda upp en bild av detta fornminne      |
| Sorunda 362:1                         | Gravfält                    |              | Sorunda, Södermanland |           | 59.053030, 17.813478 | 10008903620001 | Ladda upp en bild av detta fornminne      |
| Sorunda 363:1                         | Gravfält                    |              | Sorunda, Södermanland |           | 59.051106, 17.838223 | 10008903630001 | Ladda upp en bild av detta fornminne      |
| Sorunda 364:1                         | Röse                        |              | Sorunda, Södermanland |           | 59.047223, 17.817780 | 10008903640001 | Ladda upp en bild av detta fornminne      |
| Sorunda 364:2                         | Röse                        |              | Sorunda, Södermanland |           | 59.047209, 17.818040 | 10008903640002 | Ladda upp en bild av detta fornminne      |
| Sorunda 364:3                         | Röse                        |              | Sorunda, Södermanland |           | 59.047297, 17.818117 | 10008903640003 | Ladda upp en bild av detta fornminne      |
| Sorunda 365:1                         | Gravfält                    |              | Sorunda, Södermanland |           | 59.048273, 17.818321 | 10008903650001 | Ladda upp en bild av detta fornminne      |
| Sorunda 374:1                         | Stensättning                |              | Sorunda, Södermanland |           | 58.885574, 17.773484 | 10008903740001 | Ladda upp en bild av detta fornminne      |
| Sorunda 385:1                         | Stensättning                |              | Sorunda, Södermanland |           | 59.048306, 17.834531 | 10008903850001 | Ladda upp en bild av detta fornminne      |
| Sorunda 385:2                         | Stensättning                |              | Sorunda, Södermanland |           | 59.048293, 17.834739 | 10008903850002 | Ladda upp en bild av detta fornminne      |
| Sorunda 385:3                         | Grav markerad av sten/block |              | Sorunda, Södermanland |           | 59.048222, 17.834699 | 10008903850003 | Ladda upp en bild av detta fornminne      |
| Sorunda 387:1                         | Stensättning                |              | Sorunda, Södermanland |           | 59.044858, 17.827300 | 10008903870001 | Ladda upp en bild av detta fornminne      |
| Sorunda 388:1                         | Gravfält                    |              | Sorunda, Södermanland |           | 59.038229, 17.887749 | 10008903880001 | Ladda upp en bild av detta fornminne      |
| Sorunda 389:1                         | Stensättning                |              | Sorunda, Södermanland |           | 59.037820, 17.879588 | 10008903890001 | Ladda upp en bild av detta fornminne      |
| Sorunda 390:1                         | Gravfält                    |              | Sorunda, Södermanland |           | 59.047296, 17.880981 | 10008903900001 | Ladda upp en bild av detta fornminne      |
| Sorunda 391:1                         | Stensättning                |              | Sorunda, Södermanland |           | 59.044494, 17.879312 | 10008903910001 | Ladda upp en bild av detta fornminne      |
| Sorunda 391:2                         | Stensättning                |              | Sorunda, Södermanland |           | 59.044440, 17.879379 | 10008903910002 | Ladda upp en bild av detta fornminne      |
| Sorunda 392:1                         | Hög                         |              | Sorunda, Södermanland |           | 59.044323, 17.879983 | 10008903920001 | Ladda upp en bild av detta fornminne      |
| Sorunda 392:2                         | Stensättning                |              | Sorunda, Södermanland |           | 59.044189, 17.879976 | 10008903920002 | Ladda upp en bild av detta fornminne      |
| Sorunda 392:3                         | Stensättning                |              | Sorunda, Södermanland |           | 59.044187, 17.880115 | 10008903920003 | Ladda upp en bild av detta fornminne      |
| Sorunda 393:1                         | Gravfält                    |              | Sorunda, Södermanland |           | 59.019837, 17.904933 | 10008903930001 | Ladda upp en bild av detta fornminne      |
| Sorunda 399:1                         | Stensättning                |              | Sorunda, Södermanland |           | 59.037236, 17.841445 | 10008903990001 | Ladda upp en bild av detta fornminne      |
| Sorunda 400:1                         | Stensättning                |              | Sorunda, Södermanland |           | 59.043025, 17.812998 | 10008904000001 | Ladda upp en bild av detta fornminne      |
| Sorunda 402:1                         | Gravfält                    |              | Sorunda, Södermanland |           | 59.061849, 17.787839 | 10008904020001 | Ladda upp en bild av detta fornminne      |
| Sö 222 (Sorunda 404:1)                | Runristning                 |              | Sorunda, Södermanland | Frölunda  | 59.063672, 17.805952 | 10008904040001 | Ladda upp en till bild av detta fornminne |
| Sorunda 405:1                         | Gravfält                    |              | Sorunda, Södermanland |           | 59.065074, 17.799553 | 10008904050001 | Ladda upp en bild av detta fornminne      |
| Sorunda 407:1                         | Gravfält                    |              | Sorunda, Södermanland |           | 59.066630, 17.799639 | 10008904070001 | Ladda upp en bild av detta fornminne      |
| Sorunda 408:1                         | Stensättning                |              | Sorunda, Södermanland |           | 59.065626, 17.800677 | 10008904080001 | Ladda upp en bild av detta fornminne      |
| Sorunda 408:2                         | Grav markerad av sten/block |              | Sorunda, Södermanland |           | 59.065547, 17.800586 | 10008904080002 | Ladda upp en bild av detta fornminne      |
| Sorunda 408:3                         | Grav markerad av sten/block |              | Sorunda, Södermanland |           | 59.065741, 17.800839 | 10008904080003 | Ladda upp en bild av detta fornminne      |
| Sorunda 409:1                         | Grav markerad av sten/block |              | Sorunda, Södermanland |           | 59.064830, 17.800723 | 10008904090001 | Ladda upp en bild av detta fornminne      |
| Sorunda 409:2                         | Grav markerad av sten/block |              | Sorunda, Södermanland |           | 59.064831, 17.800532 | 10008904090002 | Ladda upp en bild av detta fornminne      |
| Sorunda 409:3                         | Grav markerad av sten/block |              | Sorunda, Södermanland |           | 59.064736, 17.800881 | 10008904090003 | Ladda upp en bild av detta fornminne      |
| Sorunda 409:4                         | Grav markerad av sten/block |              | Sorunda, Södermanland |           | 59.064662, 17.801104 | 10008904090004 | Ladda upp en bild av detta fornminne      |
| Sorunda 410:1                         | Grav markerad av sten/block |              | Sorunda, Södermanland |           | 59.064440, 17.801599 | 10008904100001 | Ladda upp en bild av detta fornminne      |
| Sorunda 411:1                         | Stensättning                |              | Sorunda, Södermanland |           | 59.063154, 17.805827 | 10008904110001 | Ladda upp en bild av detta fornminne      |
| Sorunda 413:1                         | Stensättning                |              | Sorunda, Södermanland |           | 59.062338, 17.808227 | 10008904130001 | Ladda upp en bild av detta fornminne      |
| Sorunda 413:2                         | Stensättning                |              | Sorunda, Södermanland |           | 59.062439, 17.808095 | 10008904130002 | Ladda upp en bild av detta fornminne      |
| Sorunda 416:1                         | Stensättning                |              | Sorunda, Södermanland |           | 59.063467, 17.780299 | 10008904160001 | Ladda upp en bild av detta fornminne      |
| Sorunda 421:1                         | Gravfält                    |              | Sorunda, Södermanland |           | 59.068254, 17.829573 | 10008904210001 | Ladda upp en bild av detta fornminne      |
| Sorunda 432:1                         | Stensättning                |              | Sorunda, Södermanland |           | 59.064769, 17.767874 | 10008904320001 | Ladda upp en bild av detta fornminne      |
| Sorunda 435:1                         | Fornborg                    |              | Sorunda, Södermanland |           | 59.060836, 17.782268 | 10008904350001 | Ladda upp en bild av detta fornminne      |
| Sorunda 436:1                         | Stensättning                |              | Sorunda, Södermanland |           | 59.058034, 17.746068 | 10008904360001 | Ladda upp en bild av detta fornminne      |
| Sorunda 436:2                         | Stensättning                |              | Sorunda, Södermanland |           | 59.057636, 17.746756 | 10008904360002 | Ladda upp en bild av detta fornminne      |
| Sorunda 436:3                         | Stensättning                |              | Sorunda, Södermanland |           | 59.057561, 17.746942 | 10008904360003 | Ladda upp en bild av detta fornminne      |
| Sorunda 437:1                         | Stensättning                |              | Sorunda, Södermanland |           | 59.059925, 17.744017 | 10008904370001 | Ladda upp en bild av detta fornminne      |
| Sorunda 437:2                         | Stensättning                |              | Sorunda, Södermanland |           | 59.059854, 17.744205 | 10008904370002 | Ladda upp en bild av detta fornminne      |
| Sorunda 437:3                         | Röse                        |              | Sorunda, Södermanland |           | 59.059788, 17.744392 | 10008904370003 | Ladda upp en bild av detta fornminne      |
| Sorunda 439:1                         | Röse                        |              | Sorunda, Södermanland |           | 59.071502, 17.753279 | 10008904390001 | Ladda upp en bild av detta fornminne      |
| Sorunda 439:2                         | Stensättning                |              | Sorunda, Södermanland |           | 59.071738, 17.753028 | 10008904390002 | Ladda upp en bild av detta fornminne      |
| Sorunda 440:1                         | Stensättning                |              | Sorunda, Södermanland |           | 59.082670, 17.743621 | 10008904400001 | Ladda upp en bild av detta fornminne      |
| Sorunda 441:1                         | Fornborg                    |              | Sorunda, Södermanland |           | 59.075841, 17.767290 | 10008904410001 | Ladda upp en bild av detta fornminne      |
| Sorunda 446:1                         | Röse                        |              | Sorunda, Södermanland |           | 59.081906, 17.751663 | 10008904460001 | Ladda upp en bild av detta fornminne      |
| Sorunda 446:2                         | Stensättning                |              | Sorunda, Södermanland |           | 59.081872, 17.751435 | 10008904460002 | Ladda upp en bild av detta fornminne      |
| Sorunda 452:1                         | Hög                         |              | Sorunda, Södermanland |           | 59.081893, 17.812400 | 10008904520001 | Ladda upp en bild av detta fornminne      |
| Sorunda 452:2                         | Stensättning                |              | Sorunda, Södermanland |           | 59.082020, 17.812320 | 10008904520002 | Ladda upp en bild av detta fornminne      |
| Sorunda 453:1                         | Gravfält                    |              | Sorunda, Södermanland |           | 59.082646, 17.814026 | 10008904530001 | Ladda upp en bild av detta fornminne      |
| Sö 226 (Sorunda 454:1)                | Runristning                 |              | Sorunda, Södermanland | N. Stutby | 59.084035, 17.813473 | 10008904540001 | Ladda upp en till bild av detta fornminne |
| Sorunda 462:1                         | Stensättning                |              | Sorunda, Södermanland |           | 59.056402, 17.814556 | 10008904620001 | Ladda upp en bild av detta fornminne      |
| Sorunda 463:1                         | Stensättning                |              | Sorunda, Södermanland |           | 59.056018, 17.812805 | 10008904630001 | Ladda upp en bild av detta fornminne      |
| Sorunda 464:1                         | Stensättning                |              | Sorunda, Södermanland |           | 59.056900, 17.813227 | 10008904640001 | Ladda upp en bild av detta fornminne      |
| Sorunda 465:1                         | Gravfält                    |              | Sorunda, Södermanland |           | 59.058210, 17.810462 | 10008904650001 | Ladda upp en bild av detta fornminne      |
| Sorunda 469:1                         | Stensättning                |              | Sorunda, Södermanland |           | 58.988080, 17.768658 | 10008904690001 | Ladda upp en bild av detta fornminne      |
| Sorunda 474:1                         | Hällristning                |              | Sorunda, Södermanland |           | 58.991298, 17.772193 | 10008904740001 | Ladda upp en bild av detta fornminne      |
| Sorunda 476:1                         | Hällristning                |              | Sorunda, Södermanland |           | 58.990313, 17.784984 | 10008904760001 | Ladda upp en bild av detta fornminne      |
| Sorunda 477:1                         | Hällristning                |              | Sorunda, Södermanland |           | 58.990382, 17.783647 | 10008904770001 | Ladda upp en bild av detta fornminne      |
| Sorunda 477:2                         | Hällristning                |              | Sorunda, Södermanland |           | 58.990493, 17.783634 | 10008904770002 | Ladda upp en bild av detta fornminne      |
| Sorunda 479:1                         | Hällristning                |              | Sorunda, Södermanland |           | 59.046574, 17.805966 | 10008904790001 | Ladda upp en bild av detta fornminne      |
| Sorunda 480:1                         | Hällristning                |              | Sorunda, Södermanland |           | 59.049768, 17.797683 | 10008904800001 | Ladda upp en bild av detta fornminne      |
| Sorunda 481:1                         | Hällristning                |              | Sorunda, Södermanland |           | 59.058601, 17.800952 | 10008904810001 | Ladda upp en bild av detta fornminne      |
| Sorunda 482:1                         | Hällristning                |              | Sorunda, Södermanland |           | 59.004825, 17.791133 | 10008904820001 | Ladda upp en bild av detta fornminne      |
| Sorunda 488:1                         | Spärranordning              |              | Sorunda, Södermanland |           | 58.924625, 17.792091 | 10008904880001 | Ladda upp en bild av detta fornminne      |
| Sorunda 500:1                         | Hällristning                |              | Sorunda, Södermanland |           | 59.049386, 17.809866 | 10008905000001 | Ladda upp en bild av detta fornminne      |
| Sorunda 502:1                         | Gravfält                    |              | Sorunda, Södermanland |           | 59.043752, 17.897176 | 10008905020001 | Ladda upp en bild av detta fornminne      |
| Sorunda 506:1                         | Gravfält                    |              | Sorunda, Södermanland |           | 59.039265, 17.896048 | 10008905060001 | Ladda upp en bild av detta fornminne      |
| Sorunda 511:1                         | Gravfält                    |              | Sorunda, Södermanland |           | 59.110280, 17.946358 | 10008905110001 | Ladda upp en bild av detta fornminne      |
| Sorunda 513:1                         | Gravfält                    |              | Sorunda, Södermanland |           | 59.044358, 17.903464 | 10008905130001 | Ladda upp en bild av detta fornminne      |
| Sorunda 514:1                         | Stensättning                |              | Sorunda, Södermanland |           | 58.962897, 17.726250 | 10008905140001 | Ladda upp en bild av detta fornminne      |
| Sorunda 515:1                         | Stensättning                |              | Sorunda, Södermanland |           | 58.964526, 17.739486 | 10008905150001 | Ladda upp en bild av detta fornminne      |
| Sorunda 519:3                         | Hällristning                |              | Sorunda, Södermanland |           | 58.994160, 17.782027 | 10008905190003 | Ladda upp en bild av detta fornminne      |
| Sorunda 519:4                         | Hällristning                |              | Sorunda, Södermanland |           | 58.994193, 17.782102 | 10008905190004 | Ladda upp en bild av detta fornminne      |
| Sorunda 520:1                         | Stensättning                |              | Sorunda, Södermanland |           | 58.997578, 17.780589 | 10008905200001 | Ladda upp en bild av detta fornminne      |
| Sorunda 524:1                         | Stensättning                |              | Sorunda, Södermanland |           | 58.992626, 17.777931 | 10008905240001 | Ladda upp en bild av detta fornminne      |
| Sorunda 525:1                         | Stensättning                |              | Sorunda, Södermanland |           | 58.987226, 17.752225 | 10008905250001 | Ladda upp en bild av detta fornminne      |
| Sorunda 525:2                         | Stensättning                |              | Sorunda, Södermanland |           | 58.987158, 17.752752 | 10008905250002 | Ladda upp en bild av detta fornminne      |
| Sorunda 530:1                         | Hällristning                |              | Sorunda, Södermanland |           | 58.987595, 17.785124 | 10008905300001 | Ladda upp en bild av detta fornminne      |
| Sorunda 532:1                         | Stensättning                |              | Sorunda, Södermanland |           | 58.976806, 17.778472 | 10008905320001 | Ladda upp en bild av detta fornminne      |
| Sorunda 533:1                         | Hällristning                |              | Sorunda, Södermanland |           | 58.991445, 17.770456 | 10008905330001 | Ladda upp en bild av detta fornminne      |
| Sorunda 534:1                         | Hällristning                |              | Sorunda, Södermanland |           | 58.990849, 17.770135 | 10008905340001 | Ladda upp en bild av detta fornminne      |
| Sorunda 536:1                         | Hällristning                |              | Sorunda, Södermanland |           | 59.007528, 17.790835 | 10008905360001 | Ladda upp en bild av detta fornminne      |
| Sorunda 537:1                         | Hällristning                |              | Sorunda, Södermanland |           | 58.989882, 17.784274 | 10008905370001 | Ladda upp en bild av detta fornminne      |
| Sorunda 538:1                         | Hällristning                |              | Sorunda, Södermanland |           | 58.991676, 17.787824 | 10008905380001 | Ladda upp en bild av detta fornminne      |
| Sorunda 540:1                         | Hällristning                |              | Sorunda, Södermanland |           | 59.008766, 17.798605 | 10008905400001 | Ladda upp en bild av detta fornminne      |
| Sorunda 570:1                         | Gravfält                    |              | Sorunda, Södermanland |           | 58.979101, 17.841827 | 10008905700001 | Ladda upp en bild av detta fornminne      |
| Sorunda 582:1                         | Röse                        |              | Sorunda, Södermanland |           | 59.081066, 17.752149 | 10008905820001 | Ladda upp en bild av detta fornminne      |
| Sorunda 582:2                         | Röse                        |              | Sorunda, Södermanland |           | 59.080920, 17.753119 | 10008905820002 | Ladda upp en bild av detta fornminne      |
| Sorunda 588:1                         | Stensättning                |              | Sorunda, Södermanland |           | 59.052520, 17.748166 | 10008905880001 | Ladda upp en bild av detta fornminne      |
| Sö 235 (Sorunda 606:1)                | Runristning                 |              | Sorunda, Södermanland | Västerby  | 59.086286, 17.900055 | 10008906060001 | Ladda upp en till bild av detta fornminne |
| Sorunda 607:1                         | Gravfält                    |              | Sorunda, Södermanland |           | 59.082603, 17.911985 | 10008906070001 | Ladda upp en bild av detta fornminne      |
| Sorunda 608:1                         | Gravfält                    |              | Sorunda, Södermanland |           | 59.083420, 17.917539 | 10008906080001 | Ladda upp en bild av detta fornminne      |
| Sorunda 609:1                         | Gravfält                    |              | Sorunda, Södermanland |           | 59.084210, 17.913822 | 10008906090001 | Ladda upp en bild av detta fornminne      |
| Sorunda 621:1                         | Fornborg                    |              | Sorunda, Södermanland |           | 59.097848, 17.981691 | 10008906210001 | Ladda upp en bild av detta fornminne      |
| Sorunda 622:1                         | Fornborg                    |              | Sorunda, Södermanland |           | 59.094169, 17.981179 | 10008906220001 | Ladda upp en bild av detta fornminne      |
| Borgberget (Sorunda 624:1)            | Fornborg                    |              | Sorunda, Södermanland |           | 59.060480, 17.934436 | 10008906240001 | Ladda upp en bild av detta fornminne      |
| Sorunda 625:1                         | Fornborg                    |              | Sorunda, Södermanland |           | 59.054337, 17.915981 | 10008906250001 | Ladda upp en bild av detta fornminne      |
| Sorunda 631:1                         | Fornborg                    |              | Sorunda, Södermanland |           | 59.085565, 17.832069 | 10008906310001 | Ladda upp en bild av detta fornminne      |
| Sorunda 634:1                         | Gravfält                    |              | Sorunda, Södermanland |           | 59.083013, 17.818107 | 10008906340001 | Ladda upp en bild av detta fornminne      |
| Sorunda 656:1                         | Gravfält                    |              | Sorunda, Södermanland |           | 59.060497, 17.811439 | 10008906560001 | Ladda upp en bild av detta fornminne      |
| Sorunda 660:2                         | Hög                         |              | Sorunda, Södermanland |           | 59.050700, 17.813489 | 10008906600002 | Ladda upp en bild av detta fornminne      |
| Sorunda 677:1                         | Hög                         |              | Sorunda, Södermanland |           | 59.014608, 17.820182 | 10008906770001 | Ladda upp en bild av detta fornminne      |
| Sorunda 677:2                         | Stensättning                |              | Sorunda, Södermanland |           | 59.014710, 17.820453 | 10008906770002 | Ladda upp en bild av detta fornminne      |
| Sorunda 686:1                         | Stensättning                |              | Sorunda, Södermanland |           | 59.000178, 17.804570 | 10008906860001 | Ladda upp en bild av detta fornminne      |
| Sorunda 686:2                         | Stensättning                |              | Sorunda, Södermanland |           | 59.000089, 17.804660 | 10008906860002 | Ladda upp en bild av detta fornminne      |
| Sorunda 689:1                         | Stensättning                |              | Sorunda, Södermanland |           | 59.056362, 17.796268 | 10008906890001 | Ladda upp en bild av detta fornminne      |
| Sorunda 691:1                         | Hällristning                |              | Sorunda, Södermanland |           | 59.005011, 17.783389 | 10008906910001 | Ladda upp en bild av detta fornminne      |
| Sorunda 694:1                         | Hällristning                |              | Sorunda, Södermanland |           | 59.015398, 17.787611 | 10008906940001 | Ladda upp en bild av detta fornminne      |
| Sorunda 694:2                         | Hällristning                |              | Sorunda, Södermanland |           | 59.015488, 17.787597 | 10008906940002 | Ladda upp en bild av detta fornminne      |
| Sorunda 694:3                         | Hällristning                |              | Sorunda, Södermanland |           | 59.015493, 17.787610 | 10008906940003 | Ladda upp en bild av detta fornminne      |
| Sorunda 694:4                         | Hällristning                |              | Sorunda, Södermanland |           | 59.015493, 17.787607 | 10008906940004 | Ladda upp en bild av detta fornminne      |
| Sorunda 697:1                         | Stensättning                |              | Sorunda, Södermanland |           | 59.016292, 17.781437 | 10008906970001 | Ladda upp en bild av detta fornminne      |
| Sorunda 699:1                         | Hällristning                |              | Sorunda, Södermanland |           | 59.028243, 17.788392 | 10008906990001 | Ladda upp en bild av detta fornminne      |
| Sorunda 716:1                         | Hög                         |              | Sorunda, Södermanland |           | 58.962095, 17.762706 | 10008907160001 | Ladda upp en bild av detta fornminne      |
| Skansberget (Sorunda 721:1)           | Fornborg                    |              | Sorunda, Södermanland |           | 58.948184, 17.775186 | 10008907210001 | Ladda upp en bild av detta fornminne      |
| Sorunda 739:1                         | Hög                         |              | Sorunda, Södermanland |           | 58.981696, 17.857584 | 10008907390001 | Ladda upp en bild av detta fornminne      |
| Sorunda 739:2                         | Stensättning                |              | Sorunda, Södermanland |           | 58.981492, 17.858132 | 10008907390002 | Ladda upp en bild av detta fornminne      |
| Sorunda 739:3                         | Hög                         |              | Sorunda, Södermanland |           | 58.981186, 17.858384 | 10008907390003 | Ladda upp en bild av detta fornminne      |
| Sorunda 739:4                         | Hög                         |              | Sorunda, Södermanland |           | 58.980852, 17.858506 | 10008907390004 | Ladda upp en bild av detta fornminne      |
| Sorunda 739:5                         | Hög                         |              | Sorunda, Södermanland |           | 58.981647, 17.858678 | 10008907390005 | Ladda upp en bild av detta fornminne      |
| Sorunda 739:6                         | Grav markerad av sten/block |              | Sorunda, Södermanland |           | 58.981722, 17.858627 | 10008907390006 | Ladda upp en bild av detta fornminne      |
| Sorunda 739:7                         | Stensättning                |              | Sorunda, Södermanland |           | 58.981712, 17.858507 | 10008907390007 | Ladda upp en bild av detta fornminne      |
| Sorunda 741:1                         | Gravfält                    |              | Sorunda, Södermanland |           | 59.013531, 17.827950 | 10008907410001 | Ladda upp en bild av detta fornminne      |
| Sorunda 769:1                         | Stensättning                |              | Sorunda, Södermanland |           | 59.089540, 17.890352 | 10008907690001 | Ladda upp en bild av detta fornminne      |
| Sorunda 769:2                         | Stensättning                |              | Sorunda, Södermanland |           | 59.089426, 17.890223 | 10008907690002 | Ladda upp en bild av detta fornminne      |
| Sorunda 784:1                         | Hällristning                |              | Sorunda, Södermanland |           | 58.988390, 17.777577 | 10008907840001 | Ladda upp en bild av detta fornminne      |
| Sorunda 784:2                         | Hällristning                |              | Sorunda, Södermanland |           | 58.988449, 17.777969 | 10008907840002 | Ladda upp en bild av detta fornminne      |
| Sorunda 784:3                         | Hällristning                |              | Sorunda, Södermanland |           | 58.988523, 17.778205 | 10008907840003 | Ladda upp en bild av detta fornminne      |
| Sorunda 784:4                         | Hällristning                |              | Sorunda, Södermanland |           | 58.988450, 17.778445 | 10008907840004 | Ladda upp en bild av detta fornminne      |
| Sorunda 785:1                         | Hällristning                |              | Sorunda, Södermanland |           | 58.986917, 17.784545 | 10008907850001 | Ladda upp en bild av detta fornminne      |
| Sorunda 785:2                         | Hällristning                |              | Sorunda, Södermanland |           | 58.986903, 17.784354 | 10008907850002 | Ladda upp en bild av detta fornminne      |
| Sorunda 785:3                         | Hällristning                |              | Sorunda, Södermanland |           | 58.986422, 17.784055 | 10008907850003 | Ladda upp en bild av detta fornminne      |
| Sorunda 785:4                         | Hällristning                |              | Sorunda, Södermanland |           | 58.986920, 17.784460 | 10008907850004 | Ladda upp en bild av detta fornminne      |
| Sorunda 785:5                         | Hällristning                |              | Sorunda, Södermanland |           | 58.986349, 17.783966 | 10008907850005 | Ladda upp en bild av detta fornminne      |
| Sorunda 789:1                         | Stensättning                |              | Sorunda, Södermanland |           | 59.049037, 17.890548 | 10008907890001 | Ladda upp en bild av detta fornminne      |
| Sorunda 790:1                         | Hög                         |              | Sorunda, Södermanland |           | 59.047682, 17.892235 | 10008907900001 | Ladda upp en bild av detta fornminne      |
| Sorunda 790:2                         | Stensättning                |              | Sorunda, Södermanland |           | 59.047925, 17.892213 | 10008907900002 | Ladda upp en bild av detta fornminne      |
| Sorunda 790:3                         | Stensättning                |              | Sorunda, Södermanland |           | 59.048014, 17.892287 | 10008907900003 | Ladda upp en bild av detta fornminne      |
| Sorunda 791:1                         | Gravfält                    |              | Sorunda, Södermanland |           | 59.048585, 17.855027 | 10008907910001 | Ladda upp en bild av detta fornminne      |
| Sorunda 792:1                         | Hög                         |              | Sorunda, Södermanland |           | 59.043765, 17.879500 | 10008907920001 | Ladda upp en bild av detta fornminne      |
| Borgen (Sorunda 795:1)                | Fornborg                    |              | Sorunda, Södermanland |           | 59.062001, 17.892150 | 10008907950001 | Ladda upp en bild av detta fornminne      |
| Sorunda 804:1                         | Stensättning                |              | Sorunda, Södermanland |           | 58.985416, 17.780005 | 10008908040001 | Ladda upp en bild av detta fornminne      |
| Sorunda 805:1                         | Hällristning                |              | Sorunda, Södermanland |           | 59.046199, 17.776566 | 10008908050001 | Ladda upp en bild av detta fornminne      |
| Sorunda 806:1                         | Hällristning                |              | Sorunda, Södermanland |           | 59.045804, 17.775749 | 10008908060001 | Ladda upp en bild av detta fornminne      |
| Sorunda 807:1                         | Hällristning                |              | Sorunda, Södermanland |           | 59.029388, 17.794340 | 10008908070001 | Ladda upp en bild av detta fornminne      |
| Sorunda 808:1                         | Hällristning                |              | Sorunda, Södermanland |           | 59.029083, 17.793509 | 10008908080001 | Ladda upp en bild av detta fornminne      |
| Sorunda 808:2                         | Hällristning                |              | Sorunda, Södermanland |           | 59.029081, 17.793515 | 10008908080002 | Ladda upp en bild av detta fornminne      |
| Sorunda 809:1                         | Hällristning                |              | Sorunda, Södermanland |           | 59.029496, 17.793509 | 10008908090001 | Ladda upp en bild av detta fornminne      |
| Sorunda 810:1                         | Hällristning                |              | Sorunda, Södermanland |           | 59.012771, 17.793654 | 10008908100001 | Ladda upp en bild av detta fornminne      |
| Sorunda 811:1                         | Hällristning                |              | Sorunda, Södermanland |           | 59.022634, 17.796667 | 10008908110001 | Ladda upp en bild av detta fornminne      |
| Sorunda 812:1                         | Hällristning                |              | Sorunda, Södermanland |           | 59.010975, 17.802432 | 10008908120001 | Ladda upp en bild av detta fornminne      |
| Sorunda 812:2                         | Hällristning                |              | Sorunda, Södermanland |           | 59.010979, 17.802389 | 10008908120002 | Ladda upp en bild av detta fornminne      |
| Sorunda 815:1                         | Hällristning                |              | Sorunda, Södermanland |           | 59.056066, 17.808048 | 10008908150001 | Ladda upp en bild av detta fornminne      |
| Sorunda 815:2                         | Hällristning                |              | Sorunda, Södermanland |           | 59.055803, 17.808053 | 10008908150002 | Ladda upp en bild av detta fornminne      |
| Sorunda 816:1                         | Hällristning                |              | Sorunda, Södermanland |           | 59.057157, 17.805864 | 10008908160001 | Ladda upp en bild av detta fornminne      |
| Sorunda 817:1                         | Hällristning                |              | Sorunda, Södermanland |           | 58.988913, 17.788433 | 10008908170001 | Ladda upp en bild av detta fornminne      |
| Sorunda 817:2                         | Hällristning                |              | Sorunda, Södermanland |           | 58.988920, 17.788438 | 10008908170002 | Ladda upp en bild av detta fornminne      |
| Sorunda 817:3                         | Hällristning                |              | Sorunda, Södermanland |           | 58.989076, 17.788560 | 10008908170003 | Ladda upp en bild av detta fornminne      |
| Sorunda 818:1                         | Hällristning                |              | Sorunda, Södermanland |           | 58.992916, 17.797380 | 10008908180001 | Ladda upp en bild av detta fornminne      |
| Sorunda 819:1                         | Hällristning                |              | Sorunda, Södermanland |           | 58.986639, 17.780919 | 10008908190001 | Ladda upp en bild av detta fornminne      |
| Sorunda 819:2                         | Hällristning                |              | Sorunda, Södermanland |           | 58.986653, 17.780910 | 10008908190002 | Ladda upp en bild av detta fornminne      |
| Sorunda 828                           | Stensättning                |              | Sorunda, Södermanland |           | 58.947877, 17.754789 | 12000000000624 | Ladda upp en bild av detta fornminne      |
| Sorunda 829                           | Stensättning                |              | Sorunda, Södermanland |           | 58.947773, 17.754963 | 12000000000625 | Ladda upp en bild av detta fornminne      |
| Sorunda 830                           | Stensättning                |              | Sorunda, Södermanland |           | 58.966364, 17.769498 | 12000000000626 | Ladda upp en bild av detta fornminne      |
| Sorunda 840                           | Fornborg                    |              | Sorunda, Södermanland |           | 59.013417, 17.851427 | 12000000005244 | Ladda upp en bild av detta fornminne      |
| Sorunda 842                           | Gravfält                    |              | Sorunda, Södermanland |           | 58.967060, 17.765393 | 12000000035443 | Ladda upp en bild av detta fornminne      |
| Sorunda 853                           | Hällristning                |              | Sorunda, Södermanland |           | 59.010375, 17.815999 | 12000000117779 | Ladda upp en bild av detta fornminne      |
| Sorunda 854                           | Hällristning                |              | Sorunda, Södermanland |           | 59.004785, 17.824951 | 12000000117781 | Ladda upp en bild av detta fornminne      |
| Sorunda 855                           | Hällristning                |              | Sorunda, Södermanland |           | 59.010048, 17.818504 | 12000000117783 | Ladda upp en bild av detta fornminne      |
| Sorunda 856                           | Hällristning                |              | Sorunda, Södermanland |           | 59.009861, 17.818424 | 12000000117785 | Ladda upp en bild av detta fornminne      |
| Sorunda 857                           | Hällristning                |              | Sorunda, Södermanland |           | 59.009904, 17.818548 | 12000000117787 | Ladda upp en bild av detta fornminne      |
| Sorunda 858                           | Hällristning                |              | Sorunda, Södermanland |           | 59.010699, 17.816001 | 12000000117789 | Ladda upp en bild av detta fornminne      |
| Sorunda 859                           | Hällristning                |              | Sorunda, Södermanland |           | 59.009729, 17.816518 | 12000000117791 | Ladda upp en bild av detta fornminne      |
| Sorunda 883                           | Lägenhetsbebyggelse         |              | Sorunda, Södermanland |           | 59.101793, 17.968903 | 12000000123680 | Ladda upp en bild av detta fornminne      |
| Sorunda 885                           | Kvarn                       |              | Sorunda, Södermanland |           | 59.082704, 17.949820 | 12000000123684 | Ladda upp en bild av detta fornminne      |
| Wihlkulla (Sorunda 908)               | Lägenhetsbebyggelse         |              | Sorunda, Södermanland |           | 59.077449, 17.848085 | 12000000125003 | Ladda upp en bild av detta fornminne      |
| Sorunda 911                           | Stensättning                |              | Sorunda, Södermanland |           | 59.059820, 17.791288 | 12000000125006 | Ladda upp en bild av detta fornminne      |
| Sorunda 917                           | Kvarn                       |              | Sorunda, Södermanland |           | 59.046594, 17.794933 | 12000000127460 | Ladda upp en bild av detta fornminne      |
| Sorunda 919                           | Lägenhetsbebyggelse         |              | Sorunda, Södermanland |           | 59.053269, 17.892363 | 12000000127533 | Ladda upp en bild av detta fornminne      |
| Sorunda 926                           | Stensättning                |              | Sorunda, Södermanland |           | 59.020135, 17.903157 | 12000000128397 | Ladda upp en bild av detta fornminne      |
| Sorunda 929                           | Stensättning                |              | Sorunda, Södermanland |           | 59.004840, 17.781603 | 12000000128402 | Ladda upp en bild av detta fornminne      |
| Sorunda 933                           | Hällristning                |              | Sorunda, Södermanland |           | 58.995581, 17.782518 | 12000000132408 | Ladda upp en bild av detta fornminne      |
| Sorunda 934                           | Hällristning                |              | Sorunda, Södermanland |           | 58.994995, 17.781545 | 12000000132410 | Ladda upp en bild av detta fornminne      |
| Sorunda 935                           | Hällristning                |              | Sorunda, Södermanland |           | 58.994159, 17.781653 | 12000000132412 | Ladda upp en bild av detta fornminne      |
| Sorunda 936                           | Hällristning                |              | Sorunda, Södermanland |           | 58.995313, 17.785763 | 12000000132414 | Ladda upp en bild av detta fornminne      |
| Sorunda 937                           | Hällristning                |              | Sorunda, Södermanland |           | 58.993334, 17.780603 | 12000000132416 | Ladda upp en bild av detta fornminne      |
| Sorunda 938                           | Hällristning                |              | Sorunda, Södermanland |           | 58.996758, 17.786972 | 12000000132418 | Ladda upp en bild av detta fornminne      |
| Sorunda 939                           | Hällristning                |              | Sorunda, Södermanland |           | 58.993248, 17.780579 | 12000000132420 | Ladda upp en bild av detta fornminne      |
| Sorunda 940                           | Hällristning                |              | Sorunda, Södermanland |           | 58.998785, 17.789569 | 12000000132422 | Ladda upp en bild av detta fornminne      |
| Sorunda 941                           | Hällristning                |              | Sorunda, Södermanland |           | 58.996954, 17.782479 | 12000000132424 | Ladda upp en bild av detta fornminne      |
| Sorunda 942                           | Hällristning                |              | Sorunda, Södermanland |           | 58.995770, 17.781133 | 12000000132426 | Ladda upp en bild av detta fornminne      |
| Sorunda 943                           | Hällristning                |              | Sorunda, Södermanland |           | 58.995044, 17.783500 | 12000000132428 | Ladda upp en bild av detta fornminne      |
| Sorunda 944                           | Hällristning                |              | Sorunda, Södermanland |           | 58.998012, 17.788065 | 12000000132430 | Ladda upp en bild av detta fornminne      |
| Sorunda 945                           | Hällristning                |              | Sorunda, Södermanland |           | 58.992768, 17.780091 | 12000000132432 | Ladda upp en bild av detta fornminne      |
| Sorunda 946                           | Hällristning                |              | Sorunda, Södermanland |           | 58.997127, 17.786993 | 12000000132434 | Ladda upp en bild av detta fornminne      |
| Sorunda 947                           | Hällristning                |              | Sorunda, Södermanland |           | 59.005459, 17.800494 | 12000000132746 | Ladda upp en bild av detta fornminne      |
| Sorunda 948                           | Hällristning                |              | Sorunda, Södermanland |           | 59.007968, 17.780434 | 12000000132748 | Ladda upp en bild av detta fornminne      |
| Sorunda 949                           | Hällristning                |              | Sorunda, Södermanland |           | 59.001000, 17.799733 | 12000000132750 | Ladda upp en bild av detta fornminne      |
| Sorunda 950                           | Hällristning                |              | Sorunda, Södermanland |           | 59.006934, 17.782168 | 12000000132752 | Ladda upp en bild av detta fornminne      |
| Sorunda 951                           | Hällristning                |              | Sorunda, Södermanland |           | 59.007710, 17.791249 | 12000000132754 | Ladda upp en bild av detta fornminne      |
| Sorunda 952                           | Hällristning                |              | Sorunda, Södermanland |           | 59.000593, 17.798554 | 12000000132756 | Ladda upp en bild av detta fornminne      |
| Sorunda 953                           | Hällristning                |              | Sorunda, Södermanland |           | 59.006411, 17.782555 | 12000000132758 | Ladda upp en bild av detta fornminne      |
| Sorunda 954                           | Hällristning                |              | Sorunda, Södermanland |           | 59.007820, 17.790961 | 12000000132760 | Ladda upp en bild av detta fornminne      |
| Sorunda 955                           | Hällristning                |              | Sorunda, Södermanland |           | 59.007979, 17.790942 | 12000000132762 | Ladda upp en bild av detta fornminne      |
| Sorunda 956                           | Hällristning                |              | Sorunda, Södermanland |           | 59.003830, 17.791129 | 12000000132764 | Ladda upp en bild av detta fornminne      |
| Sorunda 957                           | Hällristning                |              | Sorunda, Södermanland |           | 59.001201, 17.782093 | 12000000132766 | Ladda upp en bild av detta fornminne      |
| Sorunda 958                           | Hällristning                |              | Sorunda, Södermanland |           | 59.007177, 17.786575 | 12000000132768 | Ladda upp en bild av detta fornminne      |
| Sorunda 959                           | Hällristning                |              | Sorunda, Södermanland |           | 59.003206, 17.785404 | 12000000132770 | Ladda upp en bild av detta fornminne      |
| Sorunda 960                           | Hällristning                |              | Sorunda, Södermanland |           | 59.007017, 17.785852 | 12000000132772 | Ladda upp en bild av detta fornminne      |
| Sorunda 961                           | Hällristning                |              | Sorunda, Södermanland |           | 59.004683, 17.796772 | 12000000132775 | Ladda upp en bild av detta fornminne      |
| Sorunda 962                           | Hällristning                |              | Sorunda, Södermanland |           | 59.006686, 17.785797 | 12000000132777 | Ladda upp en bild av detta fornminne      |
| Sorunda 963                           | Hällristning                |              | Sorunda, Södermanland |           | 59.001203, 17.781998 | 12000000132779 | Ladda upp en bild av detta fornminne      |
| Sorunda 964                           | Hällristning                |              | Sorunda, Södermanland |           | 59.008711, 17.790726 | 12000000132781 | Ladda upp en bild av detta fornminne      |
| Sorunda 965                           | Hällristning                |              | Sorunda, Södermanland |           | 59.008087, 17.791026 | 12000000132783 | Ladda upp en bild av detta fornminne      |
| Sorunda 966                           | Hällristning                |              | Sorunda, Södermanland |           | 59.001876, 17.787569 | 12000000132785 | Ladda upp en bild av detta fornminne      |
| Sorunda 967                           | Hällristning                |              | Sorunda, Södermanland |           | 59.008058, 17.790986 | 12000000132787 | Ladda upp en bild av detta fornminne      |
| Sorunda 968                           | Hällristning                |              | Sorunda, Södermanland |           | 59.004020, 17.791152 | 12000000132789 | Ladda upp en bild av detta fornminne      |